# Гагара (катер)
«Гагара» — парусный катер Балтийского флота Российской империи, один из катеров типа «Лебедь». Принимал участие в русско-шведской войне 1788—1790 годов, в том числе в сражении со шведскими судами у Барезунда, Красногорском и Выборгском сражениях.

## Описание судна
Парусный катер с деревянным корпусом, один из трёх катеров типа «Лебедь». Длина судна по верхней палубе по сведениям из различных источников составляла от 23,77 до 23,8 метра, длина по килю — 17,8 метра, ширина — от 9,1 до 9,4 метра, а осадка — 3,4 метра. Вооружение судна состояло из 38 орудий.

## История службы
Катер «Гагара» был заложен на стапелях Санкт-Петербургского адмиралтейства 1 (12) декабря 1788 года и после спуска на воду 19 (30) мая 1789 года вошёл в состав Балтийского флота России. Строительство вёл кораблестроитель Д. А. Масальский.
Принимал участие в русско-шведской войне 1788—1790 годов. В кампанию 1789 года в начале сентября был включён в отряд под командованием капитана 1-го ранга Я. И. Тревенена, в составе которого ушёл в крейсерское плавание к входу в пролив Барезунд в Финском заливе. 8 (19) сентября катер принимал участие в сражении отряда со шведскими гребными судами и береговыми батареями, защищавшими Барезунд, после чего вернулся в Кронштадт.
В кампанию следующего 1790 года в составе отряда кораблей Балтийского флота под командованием капитана 1-го ранга Ф. С. Палицына 8 (19) мая вышел из Кронштадта в крейсерское плавание, целью которого была слежка за неприятельским флотом. Позже отряд вошёл в состав эскадры под общим командованием вице-адмирала А. И. фон Круза, с которой 23 мая (3 июня) принимал участие в Красногорском сражении. Во время сражения катер шёл за линией фрегатов. На следующий день 24 мая (4 июня), сопровождая повреждённый в бою линейный корабль «Иоанн Богослов», катер ушёл в Кронштадт. 22 июня (3 июля) в составе того же отряда принимал участие в Выборгском морском сражении.
В 1791 году совершил переход из Ревеля в Кронштадт. В кампанию 1792 года выходил в крейсерское плавание в Финский залив в составе галерного флота. В кампанию следующего 1793 года в составе эскадры кораблей Балтийского флота выходил в плавание в Балтийское море. В 1794 году совершал плавания между Ревелем и Кронштадтом. В 1797 году находился в составе Кронштадтской эскадры, совершал плавания между Кронштадтом и Роченсальмом, а также к острову Сескар. В кампанию 1798 года вновь выходил в плавания в Финский залив и Балтийское море в составе Кронштадтской эскадры.
Сведений о времени завершения службы катера не сохранилось, после 1798 года в составе эскадр Балтийского флота не числился.

## Командиры судна
Командирами катера «Гагара» в разное время служили:
- лейтенант А. Ф. Козлянинов (1790 год)[6];
- капитан-лейтенант Н. И. Броун (1791 год)[10];
- лейтенант, а с 1 (12) января 1794 года капитан-лейтенант Н. Г. Дунилов (1792—1794 годы)[11];
- лейтенант Л. Я. Заостровской (1797—1798 годы)[12][13].